# Erlbach (Fränkische Rezat, Untereschenbach)
Der Erlbach ist ein Bach im Südlichen Ansbacher Hügelland und im Landkreis Ansbach des westlichen Bayerns. Nach über 12 km langem Lauf nach Osten mündet er beim Kirchdorf Untereschenbach der Kleinstadt Windsbach von rechts in die Fränkische Rezat.
Einige Kilometer abwärts mündet im Nachbarkreis beim Weiler Höfstetten der Kleinstadt Spalt in gleicher Richtung ein anderer Erlbach ebenfalls in die Fränkische Rezat.

## Abschnittsnamen
Der Bach heißt
Stollamühlbach bis nach der Beierleinsmühle (früher Stollamühle) von Wolframs-Eschenbach,
Gänsbach bis an die Stadtgrenze von Wolframs-Eschenbach zu Windsbach,
Mühlbach bis zur Stadtgrenze von Windsbach zur Gemeinde Mitteleschenbach,
Erlbach danach im Gemeindegebiet von Mitteleschenbach und erneut im Stadtgebiet von Windsbach.
Bis ins 21. Jahrhundert war der Erlbach auf einer amtlichen Karte zwischen Wolframs-Eschenbach und wenigstens der Utzenmühle mit dem Namen Eschenbach beschriftet. In Anbetracht der Namen der Orte Wolframs-Eschenbach nahe dem Ursprung und Untereschenbach an der Mündung könnte Eschenbach einst der Name des Bachs von der Quelle bis zur Mündung gewesen sein. 

## Geographie

### Verlauf
Der Erlbach entsteht auf etwa 450 m ü. NHN ca. 1,5 km nordwestlich der Stadtmitte von Wolframs-Eschenbach. Dort beginnt ein ostwärts in einem Grünstreifen auf Wolframs-Eschenbach zulaufender, recht gerader Graben des Namens Stollamühlbach. Am Ortsrand entlang durchfließt er drei Teiche, kehrt sich nach Südwesten, durchfließt dann einen Kleinteich und geht dann nach Passieren eines weiteren Teiches bei Eintritt ins Siedlungsgebietes in eine Verdolung, die am Nordostrand des Stadtzentrums außen an der Stadtmauer vorbeiführt. Nachdem er noch den Schießweiher durchflossen hat, kehrt er sich in wieder offenem Lauf auf westliche bis nordnordwestliche Richtung, rechtsseits setzt kurz die Bebauung aus und er erreicht die einst Stollamühle genannte Beierleinsmühle.
Der danach zunächst Gänsbach genannte Bach verläuft inzwischen in einer merklich eingetieften Talmulde, in der ihn linksseits die nach Windsbach führende St 2220 begleitet. Auf derselben Seite stehen nacheinander die Einöden Utzenmühle, Sallmannshof und Bölleinsmühle. Nach der letzten wechselte er über aufs Stadtgebiet von Windsbach, wo er Mühlbach genannt wird. Er durchläuft dessen Dorf Ismannsdorf, in dem die begleitende Staatsstraße das Tal verlässt und ihm von links der Baumbach zuläuft, dessen östsüdöstliche Zuflussrichtung er nun übernimmt. Nach dem nächsten Taldorf Speckheim der Stadt fließt der Bach mehr und mehr westlich. Nachdem er dabei aufs Gebiet der Gemeinde Mitteleschenbach gelangt ist, trägt er von dort bis zu seiner Mündung den Namen Erlbach.
Von dieser Gemeinde steht allein das Dorf Gersbach am Lauf, unterhalb von dem er kurz Grenzbach zu Windsbach ist und dort, wo links dessen in den 2010er Jahren abgerissene Kugelmühle stand, in dessen Stadtgebiet wieder einfließt. Seine Laufrichtung wird nun mehr und mehr ostnordöstlich und nach über zwei Kilometern tritt er neben zwei von einem längeren Abzweig gespeisten Teichen in den Ort Untereschenbach ein.
Er durchquert das Kirchdorf recht schnell an dessen schmalster Stelle. Wenig abwärts fließt er auf etwa 372 m ü. NHN in zuallerletzt nordöstlicher Richtung in die Fränkische Rezat ein, etwa 78 Höhenmeter unterhalb des Stollamühlbach-Ursprung und nach einem 12,4 km langem Weg mit mittlerem Sohlgefälle von rund 6,3 ‰.
Ein wirkliches Tal entwickelt der Bach erst nach dem Austritt aus dem Siedlungsbereich des zentralen Wolframs-Eschenbach. Mehr und mehr stehen dann Waldstücke an den Talhängen, unterhalb der Stadtgrenze dann oft lange geschlossene Wälder, die sich teilweise auch weit auf die begleitenden Hochebenen erstrecken, gegenüber denen der dort allenfalls 200 Meter breite Talgrund am Unterlauf 40–50 Meter eingetieft ist.

### Einzugsgebiet
Der Erlbach hat ein 43,8 km² großes Einzugsgebiet im Südlichen Ansbacher Hügelland, einem Teil des Unterraums Ansbacher Hügelland des Mittelfränkischen Beckens. Es ist ein meist flachwelliges Hügelland mit Keuper im Untergrund.
Der mit 534 m ü. NHN höchste Punkt liegt auf der südlichen Wasserscheide auf dem langgezogenen und schmalen Höhenplateau zwischen Mönchsberg (529 m ü. NHN) im Westen und Geiersberg (513 m ü. NHN) im Osten nahe dem Dörfchen Oberhöhberg der Gemeinde Haundorf.
Das Gebiet hat einen großen Waldanteil, vor allem am Höhenzug am Südrand und um den Mittellauf im Obereschenbacher Wald und im Prünst, aber der größere Teil ist offen und wird meist beackert. Die Kommunen mit Anteil am Gebiet sind die Stadt Wolframs-Eschenbach im westlichen Einzugsgebiet, die Stadt Windsbach im mittleren und wieder im unteren und dazwischen die Gemeinde Mitteleschenbach, die alle im Landkreis Ansbach liegen. Der nur schmale Randstreifen am Bergrücken im Süden gehört zur Gemeinde Haundorf im Landkreis Weißenburg-Gunzenhausen und zur Stadt Spalt im Landkreis Roth.

### Zuflüsse und Seen
Liste der direkten Zuflüsse und  Seen von der Quelle zur Mündung. Auswahl.
- Durchfließt vier Teiche und passiert einen am oberen Ortsrand von Wolframs-Eschenbach
- Durchfließt den Schießweiher gegen das untere Ortsende von Wolframs-Eschenbach zu
- Hartbächlein, von rechts gegenüber Sallmannshof
- Speist linksseits den Mühlweiher der Bölleinsmühle
- Baumbach, von links in Windsbach-Ismannsdorf
- Klingengraben, von rechts in Speckheim
- Altbach, von rechts kurz nach Mitteleschenbach-Gersbach
- Brunnenklingengraben, von rechts entlang der Stadtgrenze gegenüber der ehemaligen Kugelmühle von Windsbach
- Weihersbach, von rechts

### Orte
Orte am Lauf mit ihren Zugehörigkeiten. Nur die Namen der tiefen Einrückungsstufe bezeichnen Siedlungsanrainer.
Stadt Wolframs-Eschenbach
- Wolframs-Eschenbach (Hauptort)
- Beierleinsmühle (Wohnplatz, rechts)
- Utzenmühle (Einöde, links)
- Sallmannshof (Einöde, links)
- Bölleinsmühle (Einöde, links)

Stadt Windsbach
- Ismannsdorf (Dorf, links)
- Speckheim (Dorf)

Gemeinde Mitteleschenbach
- Gersbach (Dorf)

Stadt Windsbach
- Kugelmühle (Wüstung, links)
- Untereschenbach (Kirchdorf)

## Geologie
Die geologisch höchste Schicht des Keupers liegt auf dem langgezogenen und schmalen Höhenplateau zwischen Mönchsberg und Geiersberg, auf der die südliche Wasserscheide verläuft, und hat Feuerletten (Trossingen-Formation) im Untergrund. Darunter streicht am Hang Burgsandstein (Löwenstein-Formation) aus, der sich ganz im Osten bis nahe an die Mündung erstreckt. Der weitaus größte übrige Teil des Einzugsgebiets liegt jedoch im Coburger Sandstein und vor allem Blasensandstein (Hassberge-Formation), ausgenommen nur die Talflanken des Erlbach-Strangs, der sich oft bis in die Lehrbergschichten (Steigerwald-Formation) eingetieft hat.

### BayernAtlas („BA“)
Amtliche Online-Gewässerkarte mit passendem Ausschnitt und den hier benutzten Layern: Lauf und Einzugsgebiet des Erlbachs

Allgemeiner Einstieg ohne Voreinstellungen und Layer: BayernAtlas der Bayerischen Staatsregierung (Hinweise)
1. 1 2  Höhe abgefragt auf dem Hintergrundlayer Amtliche Karte (Rechtsklick).
2. ↑  Früherer anderer Name Eschenbach nach dem Layer Zeitreise.
3. 1 2 3  Höhe nach schwarzer Beschriftung auf dem Hintergrundlayer Amtliche Karte.
4. ↑  Geologie nach dem Layer Geologischen Karte 1:500.000.

### Gewässerverzeichnis Bayern („GV“)
1. ↑  Länge nach: Verzeichnis der Bach- und Flussgebiete in Bayern – Flussgebiet Main, Seite 34 des Bayerischen Landesamtes für Umwelt, Stand 2016 (PDF; 3,3 MB) (Seitenzahl kann sich ändern.)
2. ↑  Einzugsgebiet nach: Verzeichnis der Bach- und Flussgebiete in Bayern – Flussgebiet Main, Seite 34 des Bayerischen Landesamtes für Umwelt, Stand 2016 (PDF; 3,3 MB) (Seitenzahl kann sich ändern.)

### Sonstige
1. ↑  Franz Tichy: Geographische Landesaufnahme: Die naturräumlichen Einheiten auf Blatt 163 Nürnberg. Bundesanstalt für Landeskunde, Bad Godesberg 1973. → Online-Karte (PDF; 4,0 MB)